# 麥覺理燈塔
麥覺理燈塔位於靠近雪梨港之處，是澳大利亞第1座，也是服齡最久的燈塔。爾今設立燈塔之處，自1791年起即有相關的導航建築；1818年於燈塔現址首次建立了燈塔；現今的燈塔乃完工於1883年。
這座燈塔至今仍全然發揮著功能，目前由澳大利亞航海安全局所管轄，地權由雪梨港聯邦信託所管理。麥覺理大學曾特別報導此一燈塔的功用和歷史價值。

## 歷史
1818年，新南威爾斯州總督麥覺理指示於現址建立首座燈塔。燈塔外觀在建築師法蘭西斯·格林威的構思下，以砂岩堆砌而成。然而所採用的沙岩終究因不耐氣候考驗，使得當局於1878年決定在距離舊燈塔所在之40公尺處，再建造1座具新古典風格的新塔。1883年，由建築師James Barnet所設計的新燈塔啟用了，建築風格與前1座類似，但建材則堅固許多。1976年，麥覺理燈塔能全自動地導引所有往來的船隻；1989年，最後一位燈塔服務員退職；地權於2001年轉交由雪梨港聯邦信託來管理。

## 燈塔圖像

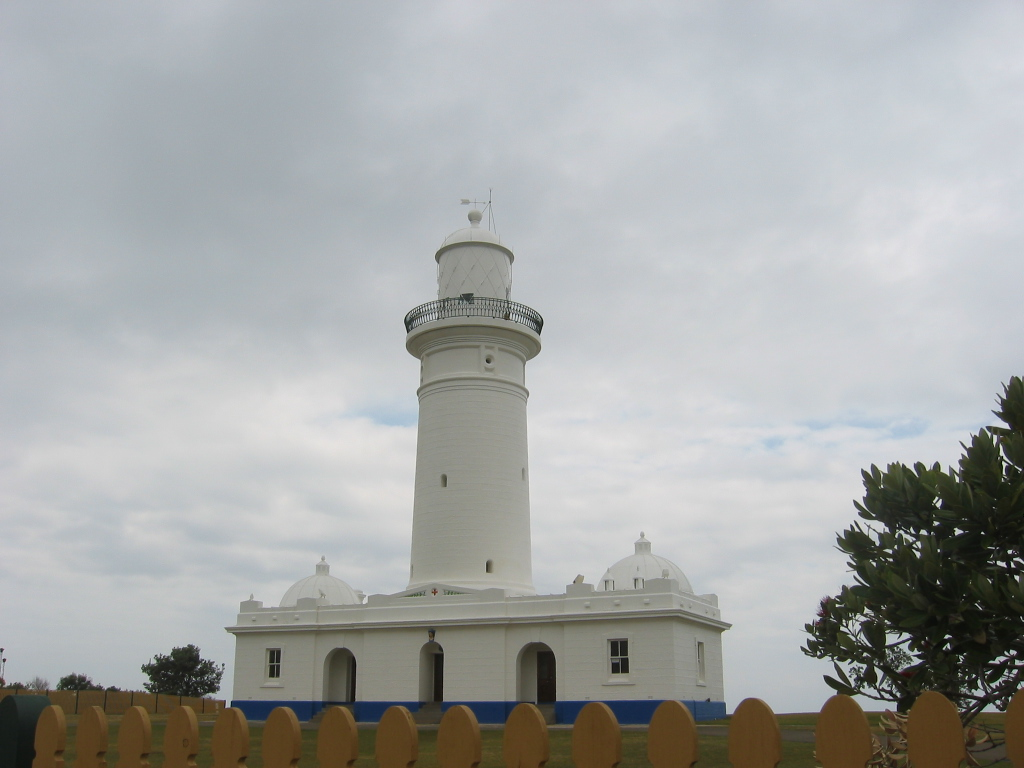
今天的麥覺理燈塔
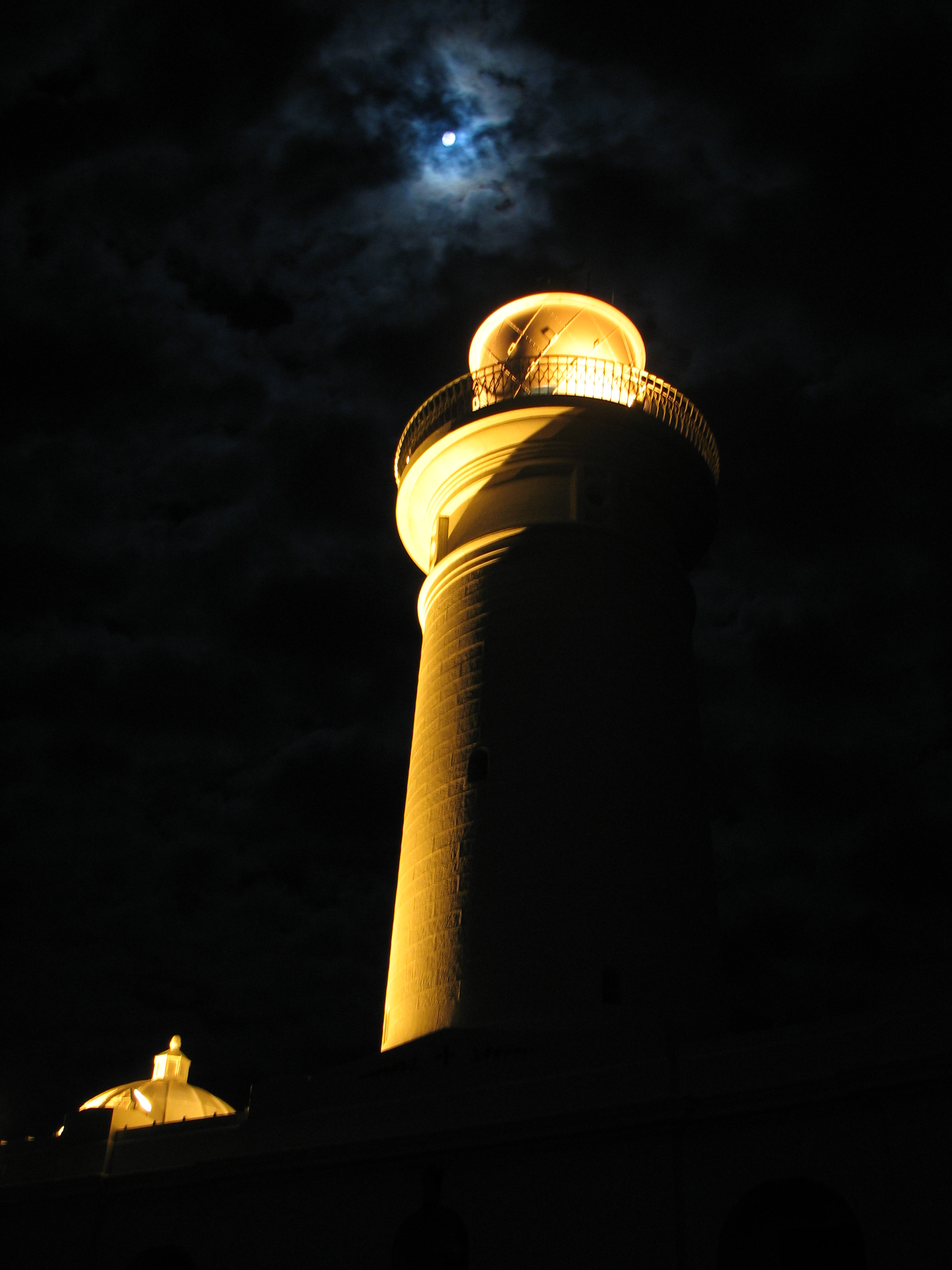
夜晚的麥覺理燈塔
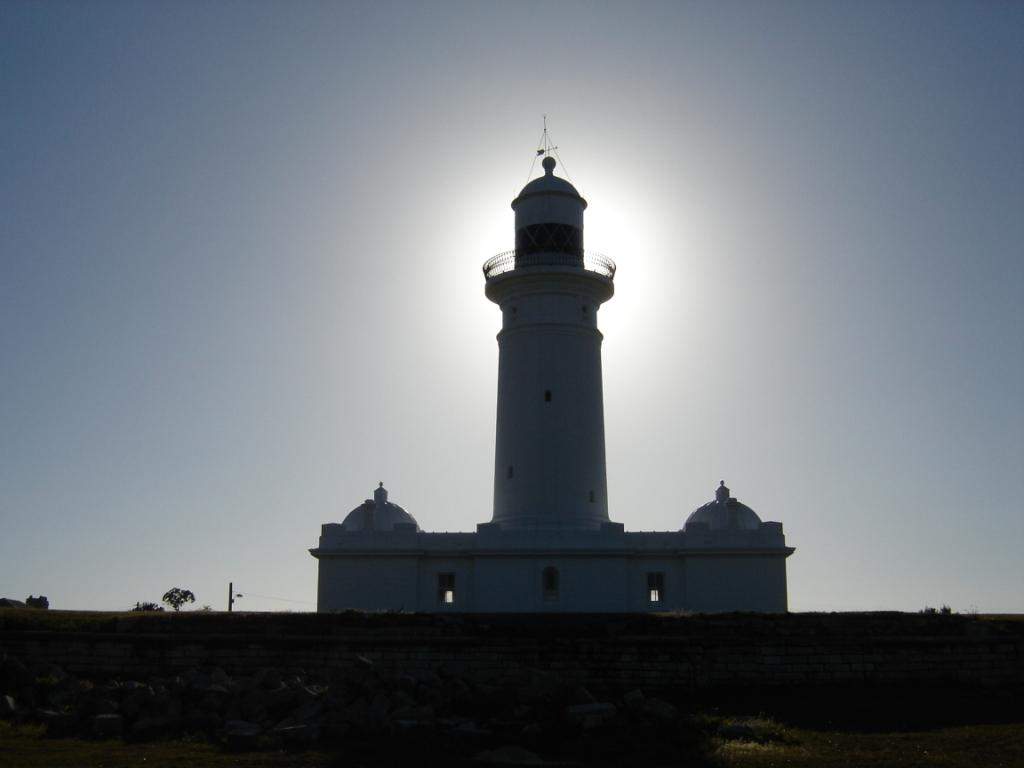
背對著陽光西曬的麥覺理燈塔

## 外部連結
- 麥覺理燈塔網頁